# Генрі Персі, 3-й граф Нортумберленд
Генрі Персі (англ. Henry Percy, 25 липня 1421 — 29 березня 1461) — середньовічний військовий та політичний діяч королівства Англія, один з лідерів ланкастерців у війні Червоної та Білої троянд.

## Життєпис
Походив зі старовинного англійського аристократичного Другого роду Персі. Син Генрі Персі, графа Нортумберленда, і Елеонори (доньки Ральфа Невілла, графа Вестморленда). Через бабусю пом атеринській лінії був родичем династії Ланкастерів.
Народився 1421 року. Посвячено у лицарі в 1426 році (разом з королем Генріхом VI). 1 квітня 1440 року був призначений хранителем Східної Шотландської марки на 4 роки. 1445 року його термін урядування маркою подовжено ще на 7 років. У травні 1448 року разом зі своїм батьком і сером Робертом Оглем вдерся до Шотландії і спалив Данбар і Дамфріс. Увідповідь шотландці напали на родинні замки клану Персі — Алнвік і Воркворт. Невдовзі король рушив на північ і, перебуваючи в Даремі, наказав батьку і синові Генрі Персі здійснити набіг на Дамфрішир в Шотландії. Вони обидва зазнали поразок, але Генрі Персі Молодший потрапив у полон. Після викупу повернувся до Англії.
У 1446 році за правом дружини отримав титул барона Пойнінс та його володіння. У 1448—1450 роках вступив у суперчку з родичем дружини — сером Робертом Пойнінсом. Напруга у відносинах із Шотландією зберігалася до такої міри, що Генрі Персі, його батькові король просив залишитися й охороняти кордон, а не відвідувати парламент. Влітку 1451 року від імені короля вів перемовини з Шотландією щодо подовження перемир'я. У липні 1455 року він успішно запобіг нападу на Бервік шотландським королем Яковом II.
Невдовзі виступив на боці родича Генрі Бофорта, герцога Сомерсета, у суперчці того з родом Невіллів за спадщину Деспенсерів. Почалися збройні сутички Генрі разом з братами проти Річарда і Джона Невіллів. У жовтні відбулася битва при Топкліффі, але без суттєвого результату. Сутички тривали у 1454 році. 1455 році після загибелі батька в Першій битві при Сен-Олбансі стає новим графом Нортумберлендом. У жовтні 1458 року було здійснено спробу примирення між ланкастерями і йорксистами. Втім Генрі Персі прибув із такою великою групою чоловіків (вважається, що їх було близько 1500), що Лондон відмовив йому у в'їзді.
У жовтні 1459 року був одним з ініціаторів рішення парламенту, що засудив йорксистів. У серпні був ініціатором збору ланкастерців в Йорку. 30 грудня 1460 року і 7 лютого 1461 року спільно з герцогом Сомерсетом завдав поразок йорксистам у битві при Вейкфілді та Другій битві при Сен-Олбансі відповідно. 29 березня 1461 року в битві під Таутоном ланкастерці зазнали поразки, а Генрі Перс ізагинув. Був похований у церкві Святого Деніса в Йорку. Титу графа Нортумберленду було передано Джону Невіллу.

## Родина
Дружина — Елеонора, донька барона Річарда Пойнінса
Діти:
- Анна (1444—1522), дружина Томаса Хангерфорда
- Маргарет (1447—д/н), дружина Вільяма Гаскойна
- Генрі (бл. 1449—1489), 4-й граф Нортумберленд
- Елеонора (1455-бл. 1477), дружина Томаса Веста, 8-го барона де Ла Варра
- Єлизавета (1460—1512), дружина Генрі Скроупа, 6-го барона Скроупа з Болтона